# Селища (община Соколац)
Селища (на сръбски: Селишта) е село в Босна и Херцеговина, разположено в община Соколац, в ентитета на Република Сръбска. Намира се на 876 метра надморска височина. Населението му според преброяването през 2013 г. е 51 души, от тях: 50 (98,03 %) сърби.

## Население
Численост на населението според преброяванията през годините:
- 1961 – 150 души
- 1971 – 140 души
- 1981 – 96 души
- 1991 – 78 души
- 2013 – 51 души